# Pedro de las Cuevas
Pedro de las Cuevas – hiszpański malarz barokowy, należał do przedstawicieli madryckiej szkoły malarskiej. Był cenionym nauczycielem malarstwa, miał wielu uczniów, m.in. Antonia Arias Fernandeza, Juana Carreño de Miranda i Antonia de Peredy. Nie zachowało się żadne jego dzieło.